# Arc de Marc Aurèle (Rome)
Pour les articles homonymes, voir Arc de Marc Aurèle.
L'arc de Marc Aurèle (en latin : Arcus Marcus Aurelii) est un arc de triomphe romain érigé à Rome vers le milieu du IIe siècle.

## Localisation
Cette voûte a probablement enjambé le Clivus Argentarius, l'artère joignant directement le Champ de Mars au Forum Romain, à sa jonction avec la Via Latina, en contrebas de la colline de l'Arx et du temple de Junon Moneta.

## Histoire
L'arc est érigé pour la commémoration de la victoire de Marc Aurèle sur les Germains et les Sarmates en 176 ap. J.-C.,
Au Moyen Âge, l'arc est connu sous le nom d'arcus Argentariorum et d'arcus Panis Aurei in Capitolio. On en retrouve peut-être une mention dans une bulle du pape Jean III.

## Description
Onze reliefs en marbre figurant Marc Aurèle nous sont parvenus, sans qu'on sache précisément de quel monument ils proviennent. Il est probable, étant donné leurs dimensions, qu'ils faisaient partie d'un des arcs de triomphe dédiés à Marc Aurèle. Huit sur les onze reliefs connus sont réutilisés dans la décoration de l'arc de Constantin. Les trois autres reliefs sont exposés dans le palais des Conservateurs, sur le Capitole, à Rome.

### Reliefs de l'arc de Constantin
Les reliefs réemployés pour décorer l'attique de l'arc de Constantin ont été retaillés afin que le visage de l'empereur ressemble à celui de Constantin.

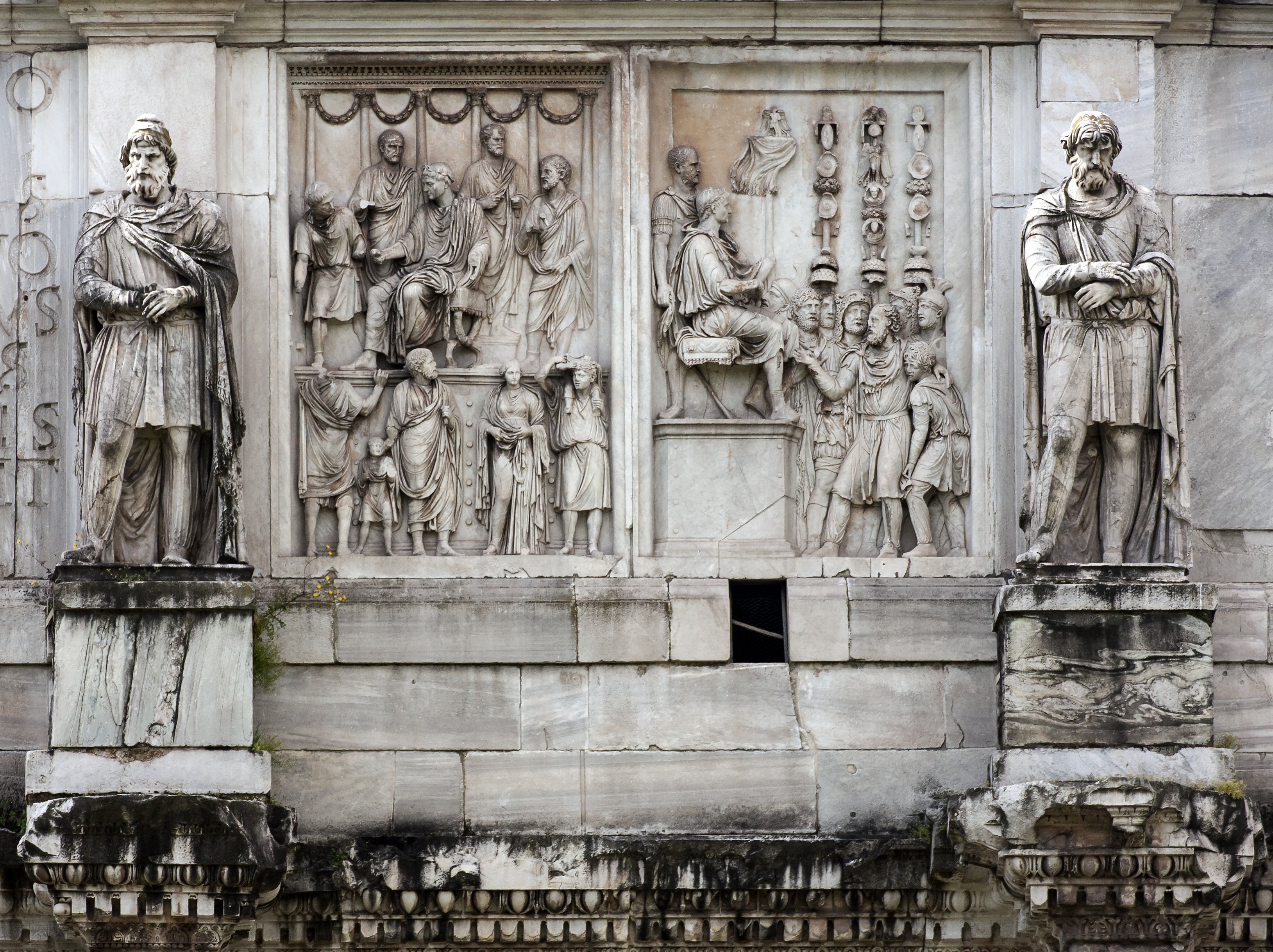
Reliefs réemployés sur l'arc de Constantin.
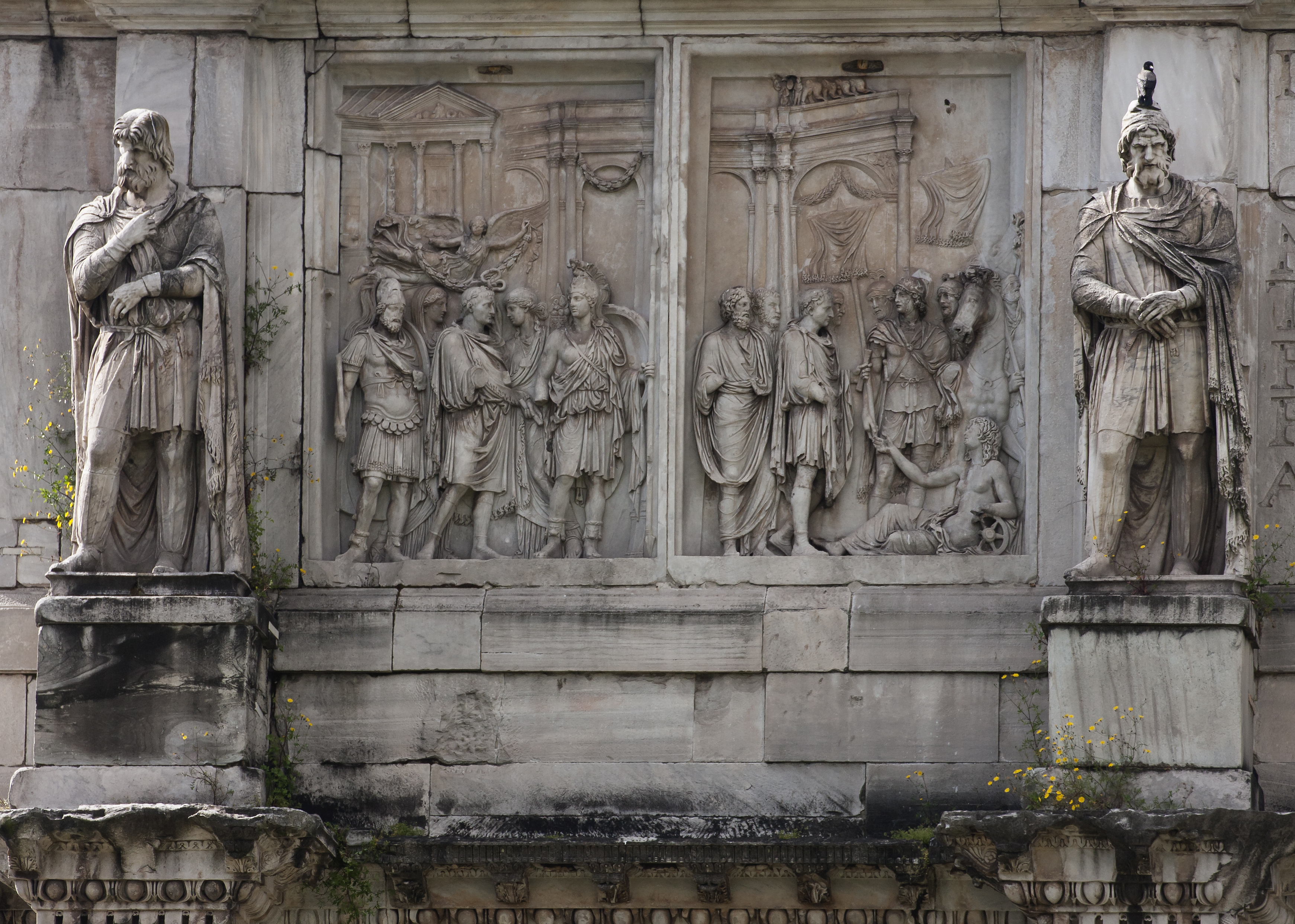
Reliefs réemployés sur l'arc de Constantin.

### Reliefs du palais des Conservateurs
Les reliefs aujourd'hui conservés dans le palais des Conservateurs n'ont pas été modifiés et l'empereur représenté a conservé les traits de Marc Aurèle, c'est-à-dire portant une barbe et les cheveux bouclés, à l'instar de la statue équestre du Capitole.
| Descriptions | Reliefs |
| --- | ------- |
| Conquête et clémence Marc Aurèle apparaît chevauchant et revêtu d'une cuirasse, une attitude rappelant la statue équestre du Capitole. Autour de lui, les soldats victorieux après la bataille et à ses pieds, agenouillés, se tiennent suppliants les barbares vaincus. |         |
| Triomphe Marc Aurèle est monté sur un quadrige et entame la procession du triomphe en passant sous un arc de triomphe, peut-être l'arc de Titus. Sur le char est représentée la déesse Rome, entourée de Neptune et Minerve. Au-dessus de l'empereur, une victoire ailée tient deux couronnes de lauriers, laissant penser qu'il y avait à l'origine deux passagers dans le char. Il s'agissait peut-être de Commode, fils de Marc Aurèle, qui aurait été retiré après sa condamnation à la damnatio memoriae.   |         |
| Sacrifice Marc Aurèle est représenté vêtu d'une toge et tenant les instruments traditionnels permettant de réaliser un sacrifice en tant que pontifex maximus, une des fonctions d'un empereur romain. Ce relief symbolise la pietas de l'empereur, une vertu très importante aux yeux des Romains. S'il s'agit du sacrifice qui clôt la célébration d'un triomphe, alors il se déroule sur le Capitole. Le temple visible en arrière-plan pourrait donc être une représentation du temple de Jupiter Capitolin. |         |